# Барелви

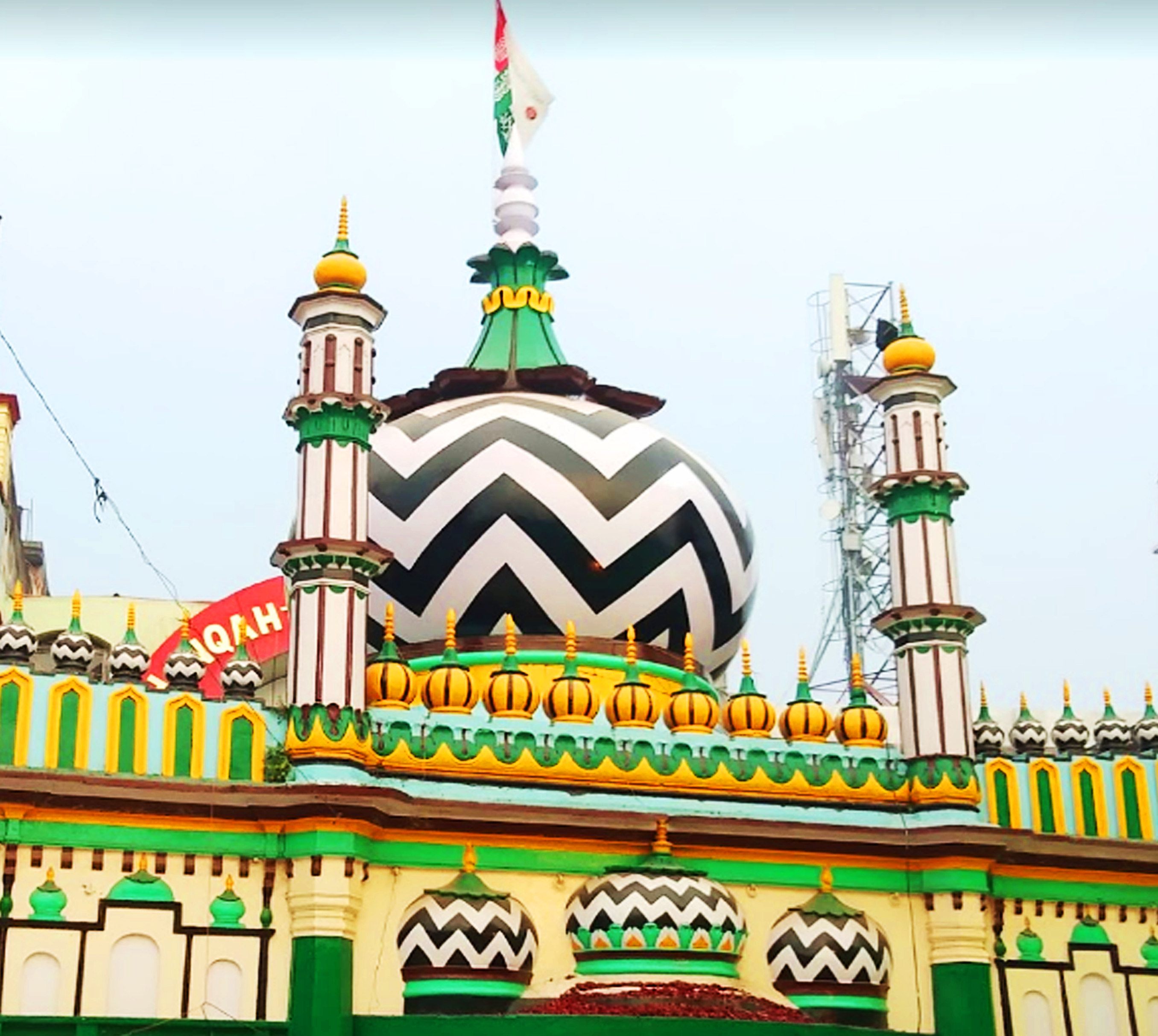
Мавзолей основателя Барелви (Барели, Уттар-Прадеш, Индия)

Барелви́ (урду بَریلوِی‎) — возрожденческое движение мусульман-суннитов, придерживающихся ханафитской школы, которое распространено в странах Южной Азии.
Движение барелви получило название в честь своего основателя — Ахмеда Раза Хана Барелви (1856—1921) из города Барели (северо-запад современной Индии).
Барелвиты признают народные культы и суфийские обычаи, чем вызывают недовольство своих оппонентов из движения деобанди. Деобандиты осуждают веру барелвитов в заступничество святых-авлия и паломничество к святым местам в поисках благословения-бараката. По мнению британского социолога Джона Рекса (1925−2011), барелвиты не являются фундаменталистами и всегда были относительно аполитичными, не склонными открыто заявлять о своих убеждениях.
Во времена правления Зия-уль-Хака (1977—1988) и «исламизации сверху» в Пакистане барелвиты оказались потеснёнными деобандийскими улемами. Противостояние между пакистанскими барелвитами, деобандитами и шиитами привело к тому, что в 1980-е — 1990-е годы в стране разразилась война между боевыми группами этих течений.
Главной политической организацией барелвитов в Пакистане является партия «Джамиат-е улема-е Пакистан» («Общество улемов Пакистана»).